# Postamt Radebeul
Das ehemalige Postamt Radebeul, auch als Alte Post angesprochen, liegt in der Pestalozzistraße 4 im Radebeuler Ursprungsstadtteil Alt-Radebeul, direkt östlich (links) neben dem Rathaus. Das Gebäude beherbergt heute mit dem Rechts- und Ordnungsamt Teile der Radebeuler Stadtverwaltung, insbesondere das Standesamt, die zusammen mit dem Hauptamt dem Zweiten Bürgermeister unterstehen.

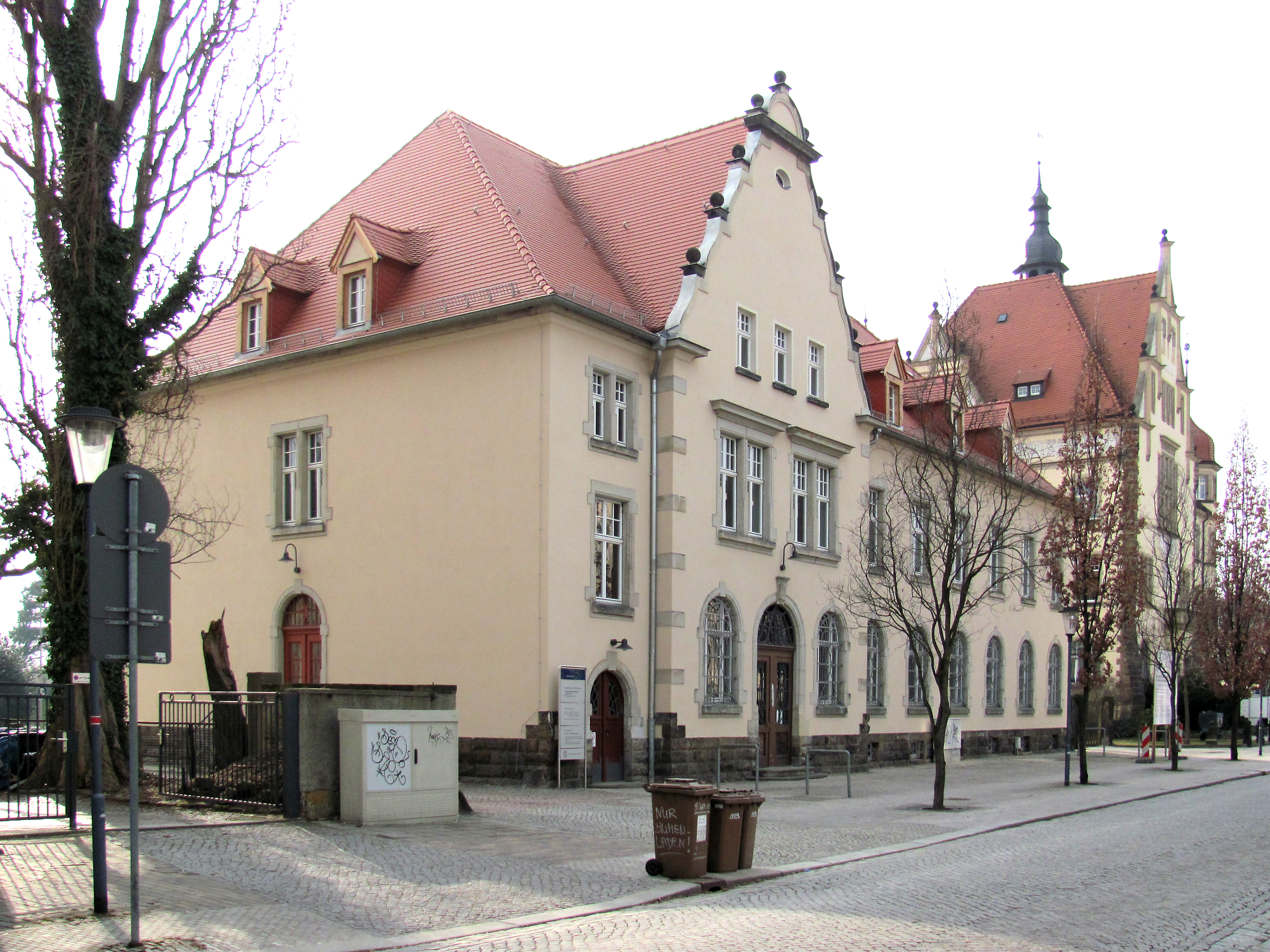
Ehemaliges Postamt Radebeul, rechts das Rathaus

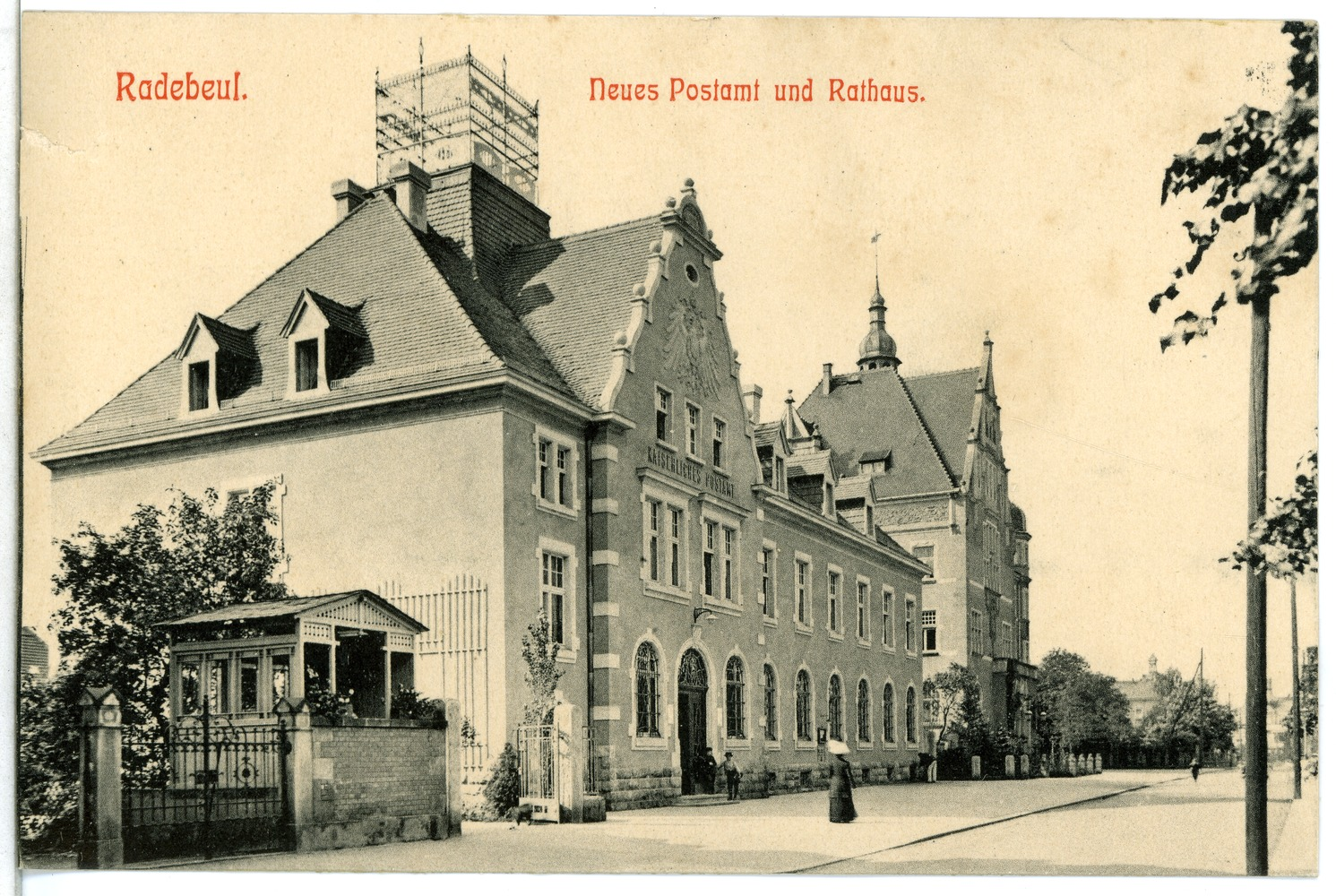
Postamt und Rathaus in Radebeul, 1911

Auf der linken Seite steht die Straßeneckbebauung der sogenannten Funkenburg. Auf der Straße gegenüber steht die ebenfalls denkmalgeschützte Pestalozzischule mit dem Gartenpavillon Pestalozzistraße 5 sowie die Schulturnhalle der Schillerschule an der Ecke zur Hauptstraße.

## Beschreibung
Das zweigeschossige, mit den seitlichen Toreinfahrten denkmalgeschützte Gebäude steht mit seinen zehn Fensterachsen traufseitig entlang der Pestalozzistraße. Die Achsen zwei bis vier bilden einen aus der Mitte nach links versetzten Risaliten mit einem angedeuteten Schweifgiebel. Das Neorenaissancegebäude ist stilisiert als Deutsche Renaissance.
Die Fenster- und Portalöffnungen des Erdgeschosses sind rundbogig, während die Fensteröffnungen des Obergeschosses rechteckig sind, im Risalit dazu als Zwillingsfenster gekuppelt und jeweils mit einer geraden Verdachung versehen. Der Sockel des Gebäudes ist bossiert, die Putzfassaden werden durch Sandsteine beispielsweise als Gewände gegliedert. Das Walmdach weist etliche Giebelgauben auf.

## Geschichte
Das Postamt 2. Klasse „Oberlößnitz-Radebeul“ war für den um 1870 aus dem Kötzschenbrodaer Zustellbezirk ausgegliederten Bestellbezirk Oberlößnitz, Alt-Radebeul, Serkowitz sowie Dresden-Kaditz zuständig. Ab 1890 war es im Wohn- und Geschäftshaus Sidonienstraße 1 eingemietet. Im Jahr 1900 erfolgte die Umbenennung in Postamt 2. Klasse „Radebeul-Oberlößnitz“, zwei Jahre später folgte die Aufwertung zum Postamt 1. Klasse. Durch das starke Wachstum von Industrie und Bevölkerung war auch ein Wachstum der Anzahl zuständiger Postbeamten notwendig; die 18 Beamten des Jahres 1894 vermehrten sich bis 1920 bis auf 80 Personen.

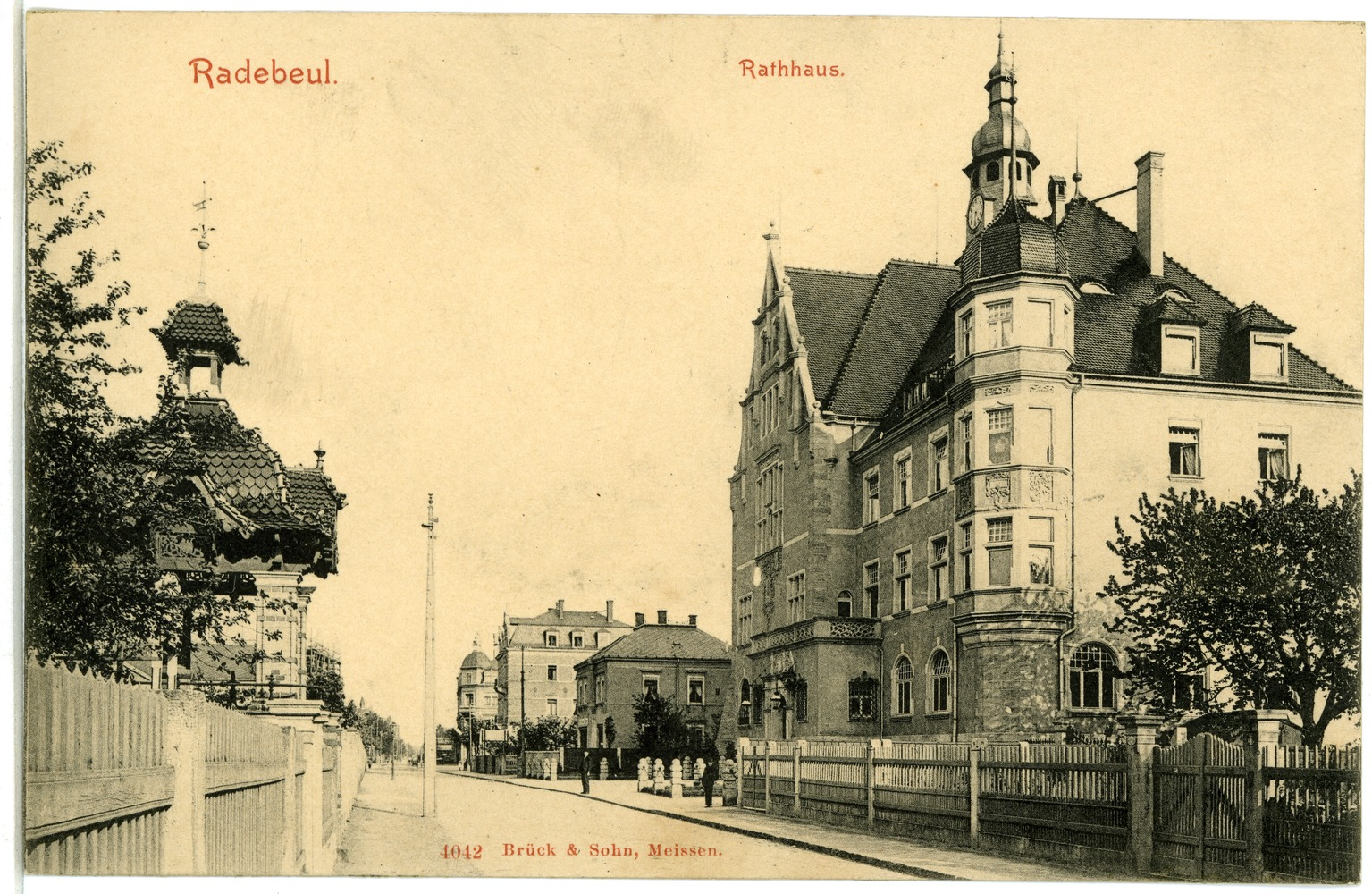
Rathaus, 1903. Auf dem Grundstück dahinter (Nr. 4) steht statt der Post noch die Zillersche Villa.

Im Jahr 1909 beschlossen die zuständige Kaiserliche Oberpostdirektion und die Königliche Amtshauptmannschaft Dresden-Neustadt, sich durch den Dresdner Baumeister Max Preiss auf dessen Kosten ein Mietpostgebäude errichten zu lassen. Dazu wurde eine sich auf dem Grundstück Pestalozzistraße 4 befindliche Villa der Lößnitz-Baumeister Gebrüder Ziller, die erst 14 Jahre vorher für Friedrich August Herrmann errichtet worden war, abgebrochen. Die Eröffnung des Postamts erfolgte am 1. Juli 1910.
Im Jahr 1925 erfolgte im Hinterhof der Bau eines Postwagenschuppens, 1927 erstellte der Baumeister Johannes Eisold einen Postfahrradschuppen.
Mit der Vereinigung von Radebeul und Kötzschenbroda 1935 zum bezirksfreien Stadtkreis Radebeul wurde das Postamt in Postamt Radebeul 1 umbenannt, während das Kötzschenbrodaer Postamt in der Meißner Straße 285 zum Postamt Radebeul 2 wurde. Im Jahr 1974 erfolgte eine dringend notwendige Generalreparatur des Gebäudes.
Das Gebäude war als Postamt bis 1997 für die Öffentlichkeit zugänglich. Durch die Umstrukturierung des Postwesens auf Radebeuler Gebiet wurden beide Postämter geschlossen, die Postannahme erfolgt nur noch durch Postagenturen. Lediglich das Erdgeschoss wurde noch als Verteilzentrum und Postverwaltung genutzt, ansonsten stand das Gebäude jedoch zum Verkauf.
Der Radebeuler Stadtrat entschied 2005, das sich direkt neben dem Rathaus befindliche Gebäude anzukaufen, um dort im Zuge der Ämterzentralisierung Teile der Stadtverwaltung einziehen zu lassen. Seit 2007 befindet sich dort nach einigen Reparaturen und technischen Installationen das Rechts- und Ordnungsamt. In den Jahren 2009 und 2010 erfolgte im Rahmen des Konjunkturpakets II die Außensanierung sowie Trockenlegung des Gebäudes. 2014 zog mit dem Standesamt das letzte aushäusige Sachgebiet des Radebeuler Rechts- und Ordnungsamts in das inzwischen fertiggestellte Gebäude. Dieses Sachgebiet war bis dahin im ehemaligen Niederlößnitzer Rathaus untergebracht.

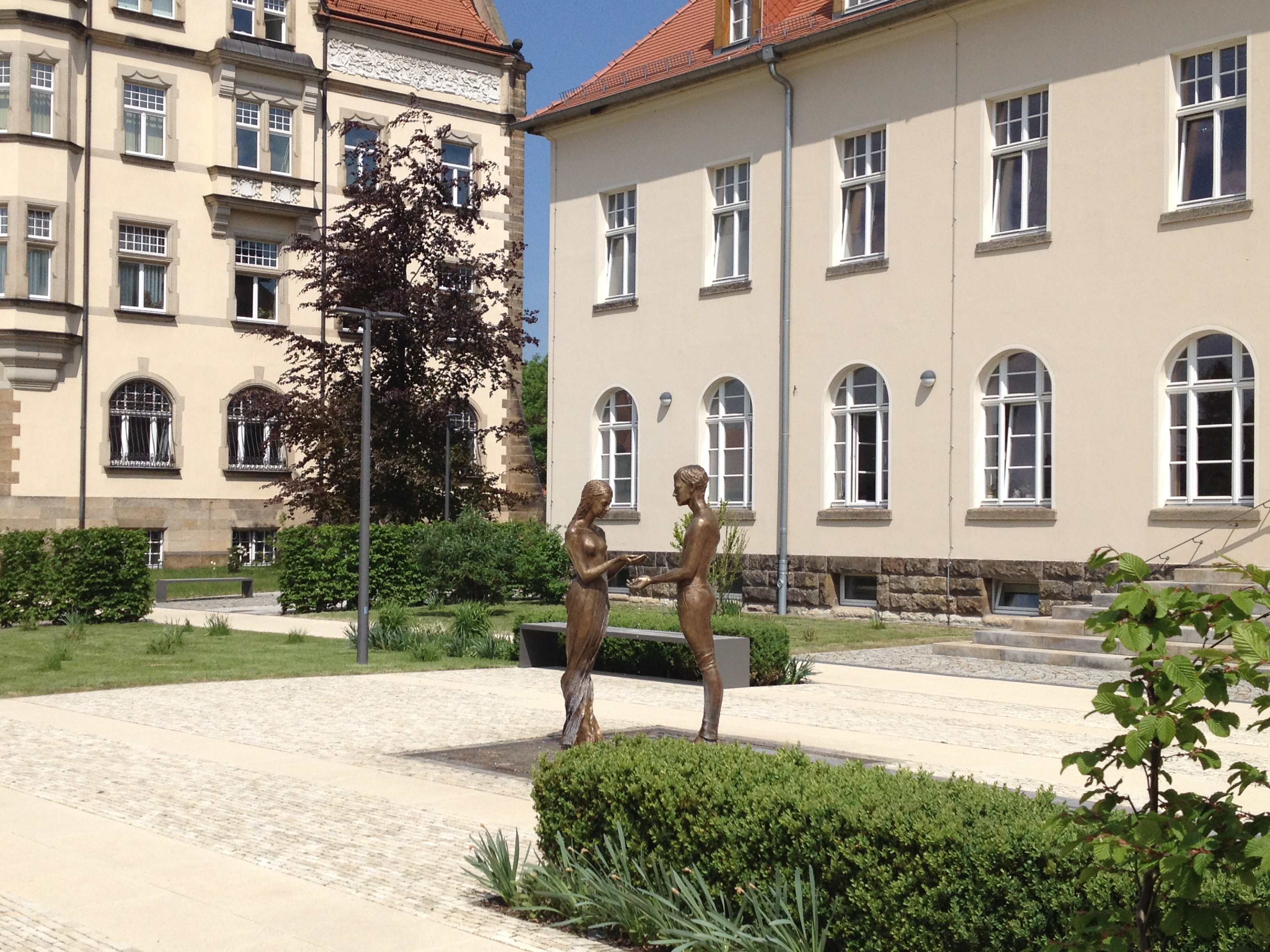
Hochzeitsgarten mit Brunnenplastik „Liebespaar“

Seit Frühjahr 2015 steht auf der Hochzeitsgarten genannten Rückseite des Standesamts ein Wasserspiel, die Brunnenplastik „Liebespaar“ der Dresdner Bildhauerin Małgorzata Chodakowska.